# Bob Brett
Pour les articles homonymes, voir Robert Brett et Brett.
Bob Brett, né le 13 novembre 1953 à Melbourne et mort le 5 janvier 2021, est un entraîneur de tennis australien.

## Biographie
Bob Brett a commencé sa carrière d'entraîneur sous l'impulsion de Harry Hopman en 1974 pour qui il travailla pendant cinq ans. Il a entraîné de nombreux champions de tennis durant leur carrière. Il a principalement collaboré avec Boris Becker entre novembre 1987 et février 1991, peu après que ce dernier ait atteint la 1re place mondiale, puis avec Goran Ivanišević jusqu'à la fin de la saison 1995,. Le Croate atteindra pendant cette période deux finales à Wimbledon.
Par la suite, il a conseillé Andreï Medvedev, Nicolas Kiefer, Mario Ančić, mais aussi Marin Čilić pendant neuf ans, l'amenant jusqu'au top 10.
Il fonde en 1996 avec Patrick Mouratoglou la Elite Team Bob Brett, une académie de tennis basée à Montreuil-sous-Bois, où il entraîne 50 jours par an. Il quitte l'académie après un désaccord avec Mouratoglou et crée autre académie à Sanremo en 2002. Dans les années 2000, il a travaillé comme consultant pour l'équipe du Japon de Coupe Davis, auprès de Tennis Canada ou encore de la British Lawn Tennis Association.
En 2020, il est récompensé du Tim Gullikson Career Coach Award lors des ATP Awards.
Il meurt le 5 janvier 2021, à l'âge de 67 ans des suites d'un cancer,.